# Masafumi Miyagi
Masafumi Miyagi (宮城 雅史 Miyagi Masafumi?, nacido el 19 de enero de 1991 en Okinawa) es un futbolista japonés que se desempeña como defensa.

## Trayectoria

### Clubes
| Club                | País  | Año         |
| ------------------- | ----- | ----------- |
| Tochigi Uva FC      | Japón | 2013        |
| Renofa Yamaguchi FC | Japón | 2014 - 2017 |
| Kyoto Sanga FC      | Japón | 2018 - 2021 |

## Estadística de carrera

### J. League
| Club                | Año   | J. League | J. League | Copa J. League | Copa J. League | Total | Total |
| Club                | Año   | Part.     | Goles     | Part.          | Goles          | Part. | Goles |
| ------------------- | ----- | --------- | --------- | -------------- | -------------- | ----- | ----- |
| Renofa Yamaguchi FC | 2015  | 34        | 5         | -              | -              | 34    | 5     |
| Renofa Yamaguchi FC | 2016  | 18        | 0         | -              | -              | 18    | 0     |
| Renofa Yamaguchi FC | 2017  | 24        | 3         | -              | -              | 24    | 3     |
| Total               | Total | 76        | 8         | 0              | 0              | 76    | 8     |